# توني بيرغر
توني بيرغر (بالألمانية: Toni Berger)‏ (و. 1921 – 2005 م) هو ممثل، وممثل مسرحي ألماني، ولد في ميونخ، توفي في ميونخ، عن عمر يناهز 84 عاماً.

## جوائز
حصل على جوائز منها:
- جائزة الشاعرة البافارية [الإنجليزية]‏ (1984)
- وسام الاستحقاق البافاري

## وصلات خارجية
- توني بيرغر على موقع IMDb (الإنجليزية)
- توني بيرغر على موقع ألو سيني (الفرنسية)
- توني بيرغر على موقع أول موفي (الإنجليزية)
- توني بيرغر على موقع قاعدة بيانات الأفلام السويدية (السويدية)
- توني بيرغر على موقع قاعدة بيانات الفيلم (الإنجليزية)
- توني بيرغر على موقع كينوبويسك (الروسية)